# Sincaïre

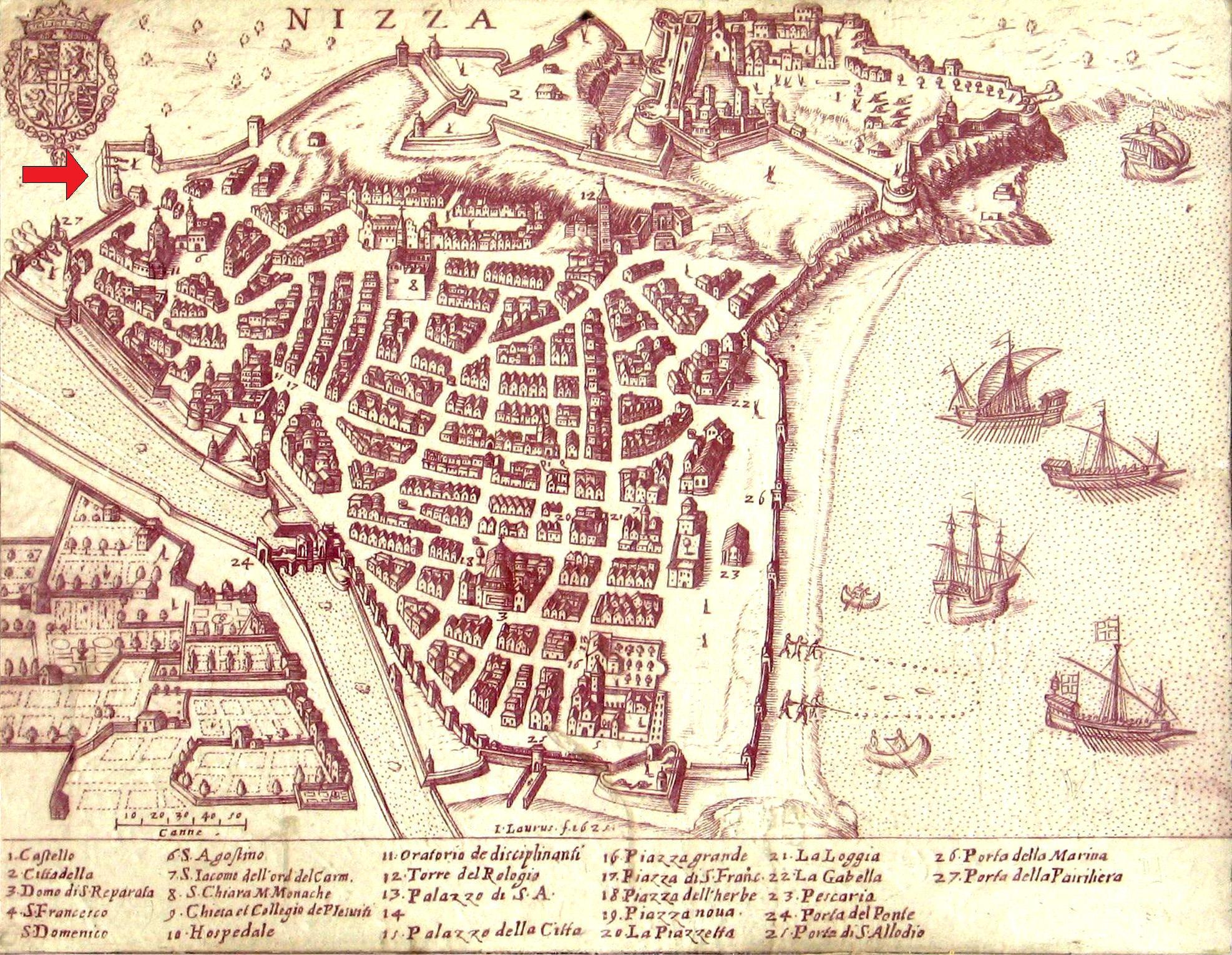
Le bastion Sincaïre (indiqué par une flèche rouge) dessiné sur un plan de Nice de 1624.

Le mot Sincaïre signifie « cinq côtés » en niçois ; ce mot est attaché à deux monuments importants de l'histoire de Nice : le bastion Sincaïre et la chapelle Notre-Dame du Sincaïre.

## Bastion Sincaïre et origine de la chapelle
Le bastion Sincaïre est un élément des anciennes fortifications de la ville de Nice, une tour composée de cinq côtés (d'où son nom « cinq caire »). Le 15 août 1543, lors du siège de Nice par les Français et les Turcs, une violente bataille a eu lieu sur ce bastion. Les Niçois ont réussi à contenir l'assaut et ont attribué cet exploit à l'intervention de la Vierge Marie. En 1552, pour commémorer l'évènement glorieux, une chapelle en l'honneur de la Vierge est fondée à proximité de ce fort. La même année, les autorités municipales formulèrent un vœu en vertu duquel chaque 15 août « les consuls, le clergé et tout le peuple de Nice » devraient se rendre en cette chapelle Notre-Dame du Sincaïre pour remercier la Vierge du Secours de sa protection bienveillante.

## Transfert de Notre-Dame du Sincaïre
En 1782, le bâtiment du XVIe siècle est détruit pour permettre d'importants aménagements urbains à l'Est de la cité. Pourtant la chapelle Notre-Dame du Sincaïre est officiellement transférée à quelques mètres de là et l'archiconfrérie des pénitents bleus est chargée d'en assurer la garde. Les modalités de cette translation sont consignées dans un mémoire enregistré par le Sénat de Nice en 1781.
À la fin du XVIIIe siècle, en effet, la chapelle des pénitents bleus est transférée sur la toute nouvelle place Pairolière (aujourd'hui place Garibaldi). Dès l’origine cette nouvelle chapelle n’est pas seulement pensée comme le lieu de culte d’une confrérie, mais comme un édifice dans lequel l’histoire de la cité de Nice est rappelée aux habitants, et comme un espace d’expression du pouvoir politique municipal et royal. Les pénitents bleus, en s'installant dans cette chapelle, sont faits gardiens de précieuses reliques qui appartiennent à l’histoire et au patrimoine spirituel de Nice. 

## Un lieu de mémoire
Les pierres qui servirent à édifier la chapelle du Saint-Sépulcre sont précisément celles qui constituaient l’ancien sanctuaire de Notre-Dame du Sincaïre « déplacé » en ce lieu pour pouvoir aménager l’Est de la cité au XVIIIe siècle. La chapelle des pénitents bleus est construite avec les matériaux mêmes de l’antique sanctuaire, ce qui marque la survie physique de ce lieu de mémoire malgré son déplacement. La façade de la chapelle enchâsse même des boulets de canon tirés par les Turcs pendant le siège de Nice de 1543 et qui ornaient déjà le portail de Notre-Dame du Sincaïre. À droite de la porte d’entrée de la chapelle des pénitents bleus on peut toujours voir la plaque de consécration de Notre-Dame du Sincaïre qui conserve la mémoire de la bataille de 1543 et du vœu formulé par les autorités municipales en 1552.
Dans la chapelle actuelle se trouve bien sûr la statue de Notre-Dame du Sincaïre, sculptée au lendemain du siège de 1543, conservée avec d’autres reliques importantes de l’histoire de Nice. Les pénitents bleus sont aussi chargés de conserver la statue et la relique de saint Sébastien, patron et protecteur de Nice mais aussi la relique de saint Lambert qui se trouvait dans la chapelle du château de Nice au Moyen Âge. 
Dès l’origine la chapelle du Saint-Sépulcre est donc conçue pour remplacer la chapelle Notre-Dame du Sincaïre et pour devenir un lieu de mémoire civique pour la ville de Nice.